# Niebla en el bigote
Niebla en el bigote es una obra de teatro de Jorge Llopis, estrenada en 1962.

## Argumento
La señora Pacopocopoulos ha sido asesinada y como sospechosa principal, en un principio, se encuentra Laura, debido a que esa misma tarde estuvo reunida con ella.Horacio y Ernesto, son designados, para resolver el misterio y lo que primero resuelven es proteger a Laura, de cualquier peligro, para lo cual, se dedican a destruir cualquier prueba, que haya en su contra.Finalmente, se descubre que el asesino es el sargento Brown.

## Estreno
- Teatro Maravillas, Madrid, 22 de marzo de 1962.
  - Dirección: Gustavo Pérez Puig .
  - Escenografía: Matías Moreno y Carlos Ballesteros.
  - Intérpretes: Tina Gascó, Fernando Delgado, Carmen Rossi, Pilar Gratal, Pedro Pecci, Antonio Casal (Ernesto), Laly Soldevila (Ana), Trini Montero, Vicente Sangiovanni, Jesús Enguita.
- Teatro Barcelona, Barcelona, 6 de julio de 1966.
  - Dirección: Jorge Grabulosa .
  - Lugares de la acción: Casa de Horacio y Laura y tienda de la señora Pacopocopoulos.
  - Intérpretes: Lili Murati, Paco Muñoz, Consuelo De Nieva, Carlos Lucena, Julian Pérez Ávila, María Carrizo, María Moreno.

### Televisión
- 15 de septiembre de 1965, en el espacio Primera Fila, de TVE bajo la dirección de Fernando Delgado. Intérpretes: Jose Bodalo, Valeriano Andrés, Irene Daina, Laly Soldevila, María Banquer, Carmen Lozano.